# HC Oceláři Třinec v české hokejové extralize 2012/2013
Sezóna 2012/2013 je 18. sezónou HC Oceláři Třinec v české extralize. Hlavním trenérem byl Josef Turek.

## Hráli za Třinec
| Brankář                                                              | Peter Hamerlík   | 2. ledna 1982 (43 let)     |                                                           |
| Brankář                                                              | Šimon Hrubec     | 30. června 1991 (33 let)   | Příchod před sezonou z - SK Horácká Slavia Třebíč         |
| Obránce                                                              | Josef Hrabal     | 17. srpna 1985 (39 let)    |                                                           |
| Obránce                                                              | Lukáš Galvas     | 28. března 1979 (46 let)   | Příchod před sezonou z - PSG Zlín                         |
| Obránce                                                              | Martin Lojek     | 19. srpna 1985 (39 let)    |                                                           |
| Obránce                                                              | Ctirad Ovčačík   | 18. října 1984 (40 let)    | Příchod před sezonou z - HC Vítkovice Steel               |
| Obránce                                                              | Lukáš Zíb        | 24. února 1977 (48 let)    |                                                           |
| Obránce                                                              | Vladimír Roth    | 25. června 1990 (34 let)   | Příchod před sezonou z - Bílí Tygři Liberec               |
| Obránce                                                              | Jakub Kania      | 16. prosince 1990 (34 let) |                                                           |
| Obránce                                                              | Tomáš Klouček    | 7. března 1980 (45 let)    |                                                           |
| Obránce                                                              | Rostislav Klesla | 21. března 1982 (43 let)   | první zápas 21.9.2012 proti HC Kometa Brno (výluka NHL)   |
| Útočník                                                              | Martin Adamský   | 13. července 1981 (43 let) |                                                           |
| Útočník                                                              | Radek Bonk       | 9. ledna 1976 (49 let)     |                                                           |
| Útočník                                                              | Daniel Rákos     | 25. května 1987 (37 let)   | Příchod před sezonou z - HC ČSOB Pojišťovna Pardubice     |
| Útočník                                                              | Erik Hrňa        | 25. června 1988 (36 let)   |                                                           |
| Útočník                                                              | David Květoň     | 3. ledna 1988 (37 let)     |                                                           |
| Útočník                                                              | Jakub Orsava     | 27. února 1991 (34 let)    |                                                           |
| Útočník                                                              | Jan Peterek      | 17. října 1971 (53 let)    |                                                           |
| Útočník                                                              | Martin Podešva   | 16. prosince 1988 (36 let) |                                                           |
| Útočník                                                              | Jiří Polanský    | 18. prosince 1981 (43 let) |                                                           |
| Útočník                                                              | Václav Varaďa    | 26. dubna 1976 (48 let)    |                                                           |
| Útočník                                                              | Tomáš Klimenta   | 14. dubna 1984 (40 let)    | Příchod před sezonou z - Bílí Tygři Liberec               |
| Útočník                                                              | Martin Růžička   | 15. prosince 1985 (39 let) | Překonán rekord 17.2.2013 v utkání proti Zlínu            |
| Útočník                                                              | Marek Zagrapan   | 6. prosince 1986 (38 let)  |                                                           |
| Útočník                                                              | Jiří Hudler      | 4. ledna 1984 (41 let)     | první zápas 19.12.2012 proti Piráti Chomutov (výluka NHL) |
| Trenér                                                               | Josef Turek      |                            |                                                           |
| Asistent                                                             | Pavel Janků      | 28. dubna 1969 (55 let)    |                                                           |
| Trenér brankářů                                                      | Jaroslav Kameš   | 14. srpna 1969 (55 let)    |                                                           |
| Trenéři - Josef Turek, Pavel Janků, Jaroslav Kameš (trenér brankářů) |                  |                            |                                                           |

## Změny v kádru

### Odchody
| Hráč             | Do klubu                             | Post    |
| ---------------- | ------------------------------------ | ------- |
| Martin Vojtek    | HC Zubr Přerov                       | Brankář |
| Lukáš Bolf       | HK Irtyš-Pavlodar (Kazachstán)       | Obránce |
| Mario Cartelli   | HC Olomouc (hostování)               | Obránce |
| Stanislav Hudec  | HK Nitra                             | Obránce |
| Andrej Novotný   | MHC Mountfield Martin                | Obránce |
| Martin Richter   | HC 05 Banská Bystrica                | Obránce |
| Filip Pavlík     | HC Lev Praha                         | Obránce |
| David Rangl      | SK Horácká Slavia Třebíč (hostování) | Obránce |
| Ondřej Dlapa     | SK Horácká Slavia Třebíč (hostování) | Obránce |
| Daniel Seman     | HK Berkut Kyjev (Ukrajina)           | Obránce |
| Miloslav Hořava  | HC Kometa Brno                       | Útočník |
| Tomáš Kůrka      | Šachtar Salihorsk (Bělorusko)        | Útočník |
| Michal Chovan    | HKm Zvolen                           | Útočník |
| Lukáš Mičulka    |                                      | Útočník |
| Lukáš Havel      |                                      | Útočník |
| Bryan McGregor   | HC TWK Innsbruck (Rakousko)          | Útočník |
| David Ostřížek   | SK Horácká Slavia Třebíč (hostování) | Útočník |
| Rostislav Marosz | HK Dukla Trenčín (hostování)         | Útočník |
| Adam Rufer       | Salith Šumperk (hostování)           | Útočník |
| Denis Kindl      | Salith Šumperk (hostování)           | Útočník |
| Zbyněk Hampl     | HC Olomouc (hostování)               | Útočník |

## Základní část
| Kolo | Datum         | Domácí           | Výsledek | Hosté            | Třetiny               | Hráč utkání Třinec | Hráč utkání soupeř |
| ---- | ------------- | ---------------- | -------- | ---------------- | --------------------- | ------------------ | ------------------ |
| 1.   | pá 14.9.2012  | Třinec           | 4 : 1    | Pardubice        | (3:0, 1:0, 0:1)       | Lukáš Zíb          | Radovan Somík      |
| 2.   | ne 16.9.2012  | Karlovy Vary     | 2 : 5    | Třinec           | (2:1, 0:3, 0:1)       | David Květoň       | David Zucker       |
| 3.   | pá 21.9.2012  | Třinec           | 2 : 4    | Brno             | (0:1, 2:2, 0:1)       | Radek Bonk         | Jiří Trvaj         |
| 4.   | ne 23.9.2012  | Vítkovice        | 1 : 3    | Třinec           | (0:0, 1:2, 0:1)       | Peter Hamerlík     | Roman Polák        |
| 5.   | út 25.9.2012  | Třinec           | 2 : 0    | Chomutov         | (0:0, 0:0, 2:0)       | Martin Růžička     | Matúš Kostúr       |
| 6.   | pá 28.9.2012  | Sparta Praha     | 3 : 4    | Třinec           | (2:1, 1:2, 0:1)       | Martin Růžička     | Dominik Pacovský   |
| 7.   | ne 30.9.2012  | Třinec           | 5 : 4 PP | Liberec          | (2:1, 2:3, 0:0 - 1:0) | Radek Bonk         | Petr Nedvěd        |
| 8.   | st 3.10.2012  | Kladno           | 3 : 1    | Třinec           | (0:0, 1:0, 2:1)       | Peter Hamerlík     | Jan Hlaváč         |
| 9.   | pá 5.10.2012  | Třinec           | 5 : 0    | České Budějovice | (2:0, 1:0, 2:0)       | Martin Růžička     | Pavel Kantor       |
| 10.  | ne 7.10.2012  | Třinec           | 2 : 3    | Zlín             | (1:2, 1:0, 0:1)       | Jakub Orsava       | Ondřej Veselý      |
| 11.  | pá 12.10.2012 | Litvínov         | 1 : 4    | Třinec           | (1:1, 0:3, 0:0)       | Peter Hamerlík     | Vladislav Baláž    |
| 12.  | ne 14.10.2012 | Slavia Praha     | 5 : 6 SN | Třinec           | (1:0, 3:3, 1:2 - 0:1) | Martin Růžička     | Roman Červenka     |
| 13.  | pá 19.10.2012 | Plzeň            | 4 : 2    | Třinec           | (3:0, 0:0, 1:2)       | Jakub Orsava       | Jozef Balej        |
| 14.  | ne 21.10.2012 | Pardubice        | 5 : 4    | Třinec           | (3:1, 0:2, 2:1)       | Jan Peterek        | Aleš Hemský        |
| 15.  | út 23.10.2012 | Třinec           | 7 : 3    | Karlovy Vary     | (1:0, 4:3, 2:0)       | Jakub Orsava       | Tomáš Závorka      |
| 16.  | pá 26.10.2012 | Brno             | 5 : 3    | Třinec           | (0:2, 3:1, 2:0)       | Jan Peterek        | Tomáš Divíšek      |
| 17.  | ne 28.10.2012 | Třinec           | 5 : 2    | Vítkovice        | (2:0, 1:1, 2:1)       | Radek Bonk         | Roman Szturc       |
| 18.  | pá 2.11.2012  | Chomutov         | 5 : 3    | Třinec           | (1:3, 4:0, 0:0)       | Lukáš Zíb          | Nikola Gajovský    |
| 19.  | ne 4.11.2012  | Třinec           | 6 : 1    | Sparta Praha     | (2:0, 1:1, 3:0)       | Lukáš Zíb          | Petr Tenkrát       |
| 21.  | po 12.11.2012 | Třinec           | 4 : 3    | Kladno           | (2:1, 2:0, 0:2)       | David Květoň       | Michal Dragoun     |
| 22.  | ne 18.11.2012 | České Budějovice | 3 : 1    | Třinec           | (1:0, 2:0, 0:1)       | Šimon Hrubec       | Pavel Kantor       |
| 23.  | út 20.11.2012 | Zlín             | 4 : 2    | Třinec           | (1:1, 0:1, 3:0)       | Martin Růžička     | Petr Čajánek       |
| 24.  | pá 23.11.2012 | Třinec           | 6 : 3    | Litvínov         | (2:3, 2:0, 2:0)       | Václav Varaďa      | Vojtěch Kubinčák   |
| 25.  | ne 25.11.2012 | Třinec           | 1 : 2    | Slavia Praha     | (0:0, 1:0, 0:2)       | Martin Růžička     | Vladimír Sobotka   |
| 20.  | út 27.11.2012 | Liberec          | 2 : 1    | Třinec           | (0:0, 1:0, 1:1)       | Martin Adamský     | Tomáš Pospíšil     |
| 26.  | pá 30.11.2012 | Třinec           | 1 : 2 SN | Plzeň            | (1:0, 0:1, 0:0 - 0:1) | Jan Peterek        | Jozef Balej        |
| 27.  | ne 2.12.2012  | Třinec           | 8 : 4    | Pardubice        | (3:1, 4:2, 1:1)       | Václav Varaďa      | Aleš Hemský        |
| 28.  | út 4.12.2012  | Karlovy Vary     | 4 : 5 SN | Třinec           | (0:3, 2:0, 2:1 - 0:1) | Martin Adamský     | Lukáš Pech         |
| 29.  | pá 7.12.2012  | Třinec           | 5 : 2    | Brno             | (0:1, 2:0, 3:1)       | Martin Růžička     | Martin Falter      |
| 30.  | ne 9.12.2012  | Vítkovice        | 4 : 1    | Třinec           | (1:1, 2:0, 1:0)       | David Květoň       | Jiří Burger        |
| 31.  | st 19.12.2012 | Třinec           | 6 : 4    | Chomutov         | (1:0, 3:2, 2:2)       | Jiří Hudler        | Michael Frolík     |
| 32.  | pá 21.12.2012 | Sparta Praha     | 4 : 2    | Třinec           | (2:0, 1:0, 1:2)       | Daniel Rákos       | Jiří Sekáč         |
| 33.  | st 26.12.2012 | Třinec           | 6 : 5 SN | Liberec          | (2:1, 2:1, 1:3 - 1:0) | Martin Adamský     | Petr Nedvěd        |
| 34.  | pá 28.12.2012 | Kladno           | 1 : 4    | Třinec           | (0:2, 0:1, 1:1)       | Daniel Rákos       | Jiří Tlustý        |
| 35.  | ne 30.12.2012 | Třinec           | 6 : 3    | České Budějovice | (1:2, 4:0, 1:1)       | Jiří Polanský      | Václav Prospal     |
| 36.  | pá 4.1.2013   | Třinec           | 3 : 2    | Zlín             | (1:2, 1:0, 1:0)       | David Květoň       | Bedřich Köhler     |
| 37.  | ne 6.1.2013   | Litvínov         | 6 : 5 SN | Třinec           | (3:2, 1:2, 1:1 - 1:0) | Martin Adamský     | František Lukeš    |
| 38.  | út 8.1.2013   | Třinec           | 5 : 2    | Slavia Praha     | (1:2, 1:0, 1:0)       | Martin Růžička     | Vladimír Růžička   |
| 39.  | pá 11.1.2013  | Plzeň            | 2 : 3 PP | Třinec           | (1:1, 1:0, 0:1 - 0:1) | Martin Adamský     | Václav Pletka      |
| 41.  | pá 18.1.2013  | Třinec           | 3 : 2    | Karlovy Vary     | (2:2, 1:0, 0:0)       | Václav Varaďa      | Martin Zaťovič     |
| 42.  | ne 20.1.2013  | Brno             | 3 : 7    | Třinec           | (1:2, 1:1, 1:4)       | Daniel Rákos       | Leoš Čermák        |
| 43.  | pá 25.1.2013  | Třinec           | 4 : 5    | Vítkovice        | (1:4, 2:0, 1:1)       | David Květoň       | Vladimír Svačina   |
| 44.  | ne 27.1.2013  | Chomutov         | 3 : 2 PP | Třinec           | (2:0, 0:0, 0:2 - 1:0) | Peter Hamerlík     | Miroslav Hanuljak  |
| 45.  | pá 1.2.2013   | Třinec           | 4 : 5    | Sparta Praha     | (0:2, 1:2, 3:1)       | Tomáš Klimenta     | Ivan Rachůnek      |
| 46.  | ne 3.2.2013   | Liberec          | 5 : 4 PP | Třinec           | (1:1, 1:1, 2:2 - 1:0) | Jan Peterek        | Petr Kica          |
| 47.  | st 13.2.2013  | Třinec           | 7 : 2    | Kladno           | (2:2, 4:0, 1:0)       | Jiří Polanský      | Jakub Valský       |
| 48.  | pá 15.2.2013  | České Budějovice | 5 : 3    | Třinec           | (1:2, 3:1, 1:0)       | Martin Růžička     | Martin Podlešák    |
| 49.  | ne 17.2.2013  | Zlín             | 4 : 2    | Třinec           | (2:0, 2:1, 0:1)       | Martin Růžička     | Petr Čajánek       |
| 40.  | út 19.2.2013  | Pardubice        | 5 : 3    | Třinec           | (3:1, 0:0, 2:2)       | Václav Varaďa      | Jan Buchtele       |
| 50.  | pá 22.2.2013  | Třinec           | 2 : 5    | Litvínov         | (0:1, 0:3, 2:1)       | Jiří Polanský      | Martin Ručinský    |
| 51.  | ne 24.2.2013  | Slavia Praha     | 1 : 3    | Třinec           | (0:1, 0:1, 1:1)       | Šimon Hrubec       | Michal Poletín     |
| 52.  | út 26.2.2013  | Třinec           | 4 : 0    | Plzeň            | (0:0, 2:0, 2:0)       | Šimon Hrubec       | Tomáš Pitule       |

## Play-off -Sezona 2012 / 2013
|  | Čtvrtfinále        | Čtvrtfinále       |                 |   | Semifinále | Semifinále |  |  | Finále | Finále |
|  |                    |                   |                 |   |            |            |  |  |        |        |
|  |                    |                   |                 |   |            |            |  |  |        |        |
|  | PSG Zlín           | 4                 |                 |   |            |            |  |  |        |        |
|  | PSG Zlín           | 4                 |                 |   |            |            |  |  |        |        |
|  | HC Vítkovice Steel | 2                 |                 |   |            |            |  |  |        |        |
|  | HC Vítkovice Steel | 2                 | PSG Zlín        | 4 |            |            |  |  |        |        |
|  |                    |                   | PSG Zlín        | 4 |            |            |  |  |        |        |
|  |                    | HC Oceláři Třinec | 2               |   |            |            |  |  |        |        |
|  | HC Oceláři Třinec  | HC Oceláři Třinec | 2               | 4 |            |            |  |  |        |        |
|  | HC Oceláři Třinec  |                   |                 | 4 |            |            |  |  |        |        |
|  | HC Sparta Praha    | 3                 |                 |   |            |            |  |  |        |        |
|  | HC Sparta Praha    | 3                 | PSG Zlín        | 3 |            |            |  |  |        |        |
|  |                    |                   | PSG Zlín        | 3 |            |            |  |  |        |        |
|  |                    | HC Škoda Plzeň    | 4               |   |            |            |  |  |        |        |
|  | HC Slavia Praha    | HC Škoda Plzeň    | 4               | 4 |            |            |  |  |        |        |
|  | HC Slavia Praha    |                   |                 | 4 |            |            |  |  |        |        |
|  | Rytíři Kladno      | 1                 |                 |   |            |            |  |  |        |        |
|  | Rytíři Kladno      | 1                 | HC Slavia Praha | 2 |            |            |  |  |        |        |
|  |                    |                   | HC Slavia Praha | 2 |            |            |  |  |        |        |
|  |                    | HC Škoda Plzeň    | 4               |   |            |            |  |  |        |        |
|  | HC Škoda Plzeň     | HC Škoda Plzeň    | 4               | 4 |            |            |  |  |        |        |
|  | HC Škoda Plzeň     |                   |                 | 4 |            |            |  |  |        |        |
|  | HC Verva Litvínov  | 3                 |                 |   |            |            |  |  |        |        |
|  | HC Verva Litvínov  | 3                 |                 |   |            |            |  |  |        |        |

## Play off (čtvrtfinále)

### HC Oceláři Třinec-HC Sparta Praha4:3 na zápasy
1. utkání
| 8. března 2013 | HC Oceláři Třinec | 4:0             | HC Sparta Praha | Werk Arena |
| 18:15          | HC Oceláři Třinec | (1:0, 2:0, 1:0) | HC Sparta Praha |            |

| Souhrn zápasu Report | Souhrn zápasu Report                                                        | Souhrn zápasu Report | Souhrn zápasu Report | Souhrn zápasu Report                              |
| -------------------- | --------------------------------------------------------------------------- | -------------------- | -------------------- | ------------------------------------------------- |
|                      | 01:57 Martin Adamský 21:10 Lukáš Zíb 30:29 Martin Růžička 48:17 Jan Peterek |                      |                      | Diváků: 4 372 Rozhodčí: Martin Fraňo, René Hradil |

2. utkání
| 9. března 2013 | HC Oceláři Třinec | 3:4 SN                | HC Sparta Praha | Werk Arena |
| 17:00          | HC Oceláři Třinec | (0:1, 1:1, 2:1 - 0:0) | HC Sparta Praha |            |

| Souhrn zápasu Report | Souhrn zápasu Report                                      | Souhrn zápasu Report | Souhrn zápasu Report                                                            | Souhrn zápasu Report                               |
| -------------------- | --------------------------------------------------------- | -------------------- | ------------------------------------------------------------------------------- | -------------------------------------------------- |
|                      | 29:25 Martin Adamský 43:18 Jan Peterek 55:09 Josef Hrabal |                      | 12:50 Michal Broš 27:22 Petr Tenkrát 59:23 Peter Jánský rozhodující SN Petr Ton | Diváků: 4 956 Rozhodčí: Antonín Jeřábek, Robin Šír |

3. utkání
| 12. března 2013 | HC Sparta Praha | 3:4             | HC Oceláři Třinec | Tipsport arena |
| 18:15           | HC Sparta Praha | (0:0, 2:2, 1:2) | HC Oceláři Třinec |                |

| Souhrn zápasu Report | Souhrn zápasu Report                                    | Souhrn zápasu Report | Souhrn zápasu Report                                                     | Souhrn zápasu Report                                  |
| -------------------- | ------------------------------------------------------- | -------------------- | ------------------------------------------------------------------------ | ----------------------------------------------------- |
|                      | 24:51 Petr Tenkrát 32:39 Petr Tenkrát 49:51 Karel Pilař |                      | 33:37 Jan Peterek 34:55 Václav Varaďa 49:30 Lukáš Zíb 53:34 Daniel Rákos | Diváků: 9 106 Rozhodčí: Pavel Hodek, Vladimír Šindler |

4. utkání
| 13. března 2013 | HC Sparta Praha | 5:4 SN                      | HC Oceláři Třinec | Tipsport arena |
| 18:30           | HC Sparta Praha | (2:2, 1:1, 1:1 - 0:0 - 4:3) | HC Oceláři Třinec |                |

| Souhrn zápasu Report | Souhrn zápasu Report                                                                                 | Souhrn zápasu Report | Souhrn zápasu Report                                                           | Souhrn zápasu Report                                   |
| -------------------- | --- | -------------------- | ------------------------------------------------------------------------------ | ------------------------------------------------------ |
|                      | 07:16 Miroslav Forman 13:20 Karel Pilař 29:04 Karel Pilař 59:27 Petr Ton rozhodující SN Petr Tenkrát |                      | 04:15 Martin Adamský 05:53 Erik Hrňa 21:43 Martin Adamský 49:27 Martin Adamský | Diváků: 10 042 Rozhodčí: Martin Fraňo, Vladimír Pešina |

5. utkání
| 16. března 2013 | HC Oceláři Třinec | 6:3             | HC Sparta Praha | Werk Arena |
| 17:00           | HC Oceláři Třinec | (2:1, 2:1, 2:1) | HC Sparta Praha |            |

| Souhrn zápasu Report | Souhrn zápasu Report                                                                                            | Souhrn zápasu Report | Souhrn zápasu Report                                 | Souhrn zápasu Report                                |
| -------------------- | --- | -------------------- | ---------------------------------------------------- | --------------------------------------------------- |
|                      | 07:45 Martin Růžička 11:41 Martin Adamský 26:02 Erik Hrňa 30:26 Lukáš Zíb 48:40 Marek Zagrapan 58:18 Radek Bonk |                      | 19:16 Karel Pilař 31:16 Petr Ton 55:59 Sacha Treille | Diváků: 5 112 Rozhodčí: Jan Hribik, Antonín Jeřábek |

6. utkání
| 18. března 2013 | HC Sparta Praha | 3:1             | HC Oceláři Třinec | Tipsport arena |
| 19:10           | HC Sparta Praha | (1:0, 1:1, 1:0) | HC Oceláři Třinec |                |

| Souhrn zápasu Report | Souhrn zápasu Report                                       | Souhrn zápasu Report | Souhrn zápasu Report | Souhrn zápasu Report                           |
| -------------------- | ---------------------------------------------------------- | -------------------- | -------------------- | ---------------------------------------------- |
|                      | 12:48 Karel Pilař 34:41 Zdeněk Bahenský 55:01 Peter Jánský |                      | 35:40 Marek Zagrapan | Diváků: 9 880 Rozhodčí: Robin Šír, Pavel Hodek |

7. utkání
| 20. března 2013 | HC Oceláři Třinec | 5:0             | HC Sparta Praha | Werk Arena |
| 17:00           | HC Oceláři Třinec | (1:0, 2:0, 2:0) | HC Sparta Praha |            |

| Souhrn zápasu Report | Souhrn zápasu Report                                                                                | Souhrn zápasu Report | Souhrn zápasu Report | Souhrn zápasu Report                                      |
| -------------------- | --------------------------------------------------------------------------------------------------- | -------------------- | -------------------- | --------------------------------------------------------- |
|                      | 09:28 Martin Růžička 28:38 David Květoň 39:28 Jakub Orsava 55:34 Martin Adamský 58:08 Václav Varaďa |                      |                      | Diváků: 4 722 Rozhodčí: Vladimír Šindler, Antonín Jeřábek |

## Play off (semifinále)

### HC Oceláři Třinec-PSG Zlín2:4 na zápasy
1. utkání
| 26. března 2013 | PSG Zlín | 3:1             | HC Oceláři Třinec | Zimní stadion Luďka Čajky |
| 18:15           | PSG Zlín | (1:1, 1:0, 1:0) | HC Oceláři Třinec |                           |

| Souhrn zápasu Report | Souhrn zápasu Report                                       | Souhrn zápasu Report | Souhrn zápasu Report | Souhrn zápasu Report                                |
| -------------------- | ---------------------------------------------------------- | -------------------- | -------------------- | --------------------------------------------------- |
|                      | 10:29 Bedřich Köhler 28:44 Petr Leška 43:53 Martin Hamrlík |                      | 19:11 Tomáš Klimenta | Diváků: 5 772 Rozhodčí: Martin Homola, Martin Fraňo |

2. utkání
| 27. března 2013 | PSG Zlín | 2:6             | HC Oceláři Třinec | Zimní stadion Luďka Čajky |
| 18:15           | PSG Zlín | (0:4, 1:1, 1:1) | HC Oceláři Třinec |                           |

| Souhrn zápasu Report | Souhrn zápasu Report                  | Souhrn zápasu Report | Souhrn zápasu Report                                                                                                  | Souhrn zápasu Report                             |
| -------------------- | ------------------------------------- | -------------------- | --- | ------------------------------------------------ |
|                      | 38:33 Bedřich Köhler 41:45 Tomáš Fořt |                      | 10:03 Martin Růžička 14:33 David Květoň 16:11 Tomáš Klimenta 16:37 Radek Bonk 27:42 Václav Varaďa 47:20 Jiří Polanský | Diváků: 6 104 Rozhodčí: Pavel Hodek, Roman Polák |

3. utkání
| 30. března 2013 | HC Oceláři Třinec | 3:4 SN                      | PSG Zlín | Werk Arena |
| 17:00           | HC Oceláři Třinec | (0:1, 1:1, 2:1 - 0:0 - 0:1) | PSG Zlín |            |

| Souhrn zápasu Report | Souhrn zápasu Report                                     | Souhrn zápasu Report | Souhrn zápasu Report                                                           | Souhrn zápasu Report                                      |
| -------------------- | -------------------------------------------------------- | -------------------- | ------------------------------------------------------------------------------ | --------------------------------------------------------- |
|                      | 38:58 Jan Peterek 52:29 Tomáš Klimenta 55:46 Jan Peterek |                      | 15:58 Filip Čech 34:16 Petr Čajánek 48:42 Petr Leška rozhodující SN Filip Čech | Diváků: 5 200 Rozhodčí: Vladimír Šindler, Antonín Jeřábek |

4. utkání
| 31. března 2013 | HC Oceláři Třinec | 1:2 SN                      | PSG Zlín | Werk Arena |
| 18:15           | HC Oceláři Třinec | (1:1, 0:0, 0:0 - 0:0 - 0:1) | PSG Zlín |            |

| Souhrn zápasu Report | Souhrn zápasu Report | Souhrn zápasu Report | Souhrn zápasu Report                          | Souhrn zápasu Report                             |
| -------------------- | -------------------- | -------------------- | --------------------------------------------- | ------------------------------------------------ |
|                      | 15:14 Martin Adamský |                      | 15:48 Jiří Ondráček rozhodující SN Petr Leška | Diváků: 4 612 Rozhodčí: Martin Fraňo, Jan Hribik |

5. utkání
| 2. dubna 2013 | PSG Zlín | 1:6             | HC Oceláři Třinec | Zimní stadion Luďka Čajky |
| 18:15         | PSG Zlín | (1:1, 0:5, 0:0) | HC Oceláři Třinec |                           |

| Souhrn zápasu Report | Souhrn zápasu Report   | Souhrn zápasu Report | Souhrn zápasu Report                                                                                               | Souhrn zápasu Report                                  |
| -------------------- | ---------------------- | -------------------- | --- | ----------------------------------------------------- |
|                      | 05:46 Marek Melenovský |                      | 06:36 Martin Růžička 20:43 Martin Růžička 28:34 Radek Bonk 29:46 Lukáš Zíb 30:24 David Květoň 35:23 Ctirad Ovčačík | Diváků: 6 161 Rozhodčí: René Hradil, Vladimír Šindler |

6. utkání
| 4. dubna 2013 | HC Oceláři Třinec | 3:4             | PSG Zlín | Werk Arena |
| 18:15         | HC Oceláři Třinec | (0:1, 1:1, 2:2) | PSG Zlín |            |

| Souhrn zápasu Report | Souhrn zápasu Report                               | Souhrn zápasu Report | Souhrn zápasu Report                                                               | Souhrn zápasu Report                                  |
| -------------------- | -------------------------------------------------- | -------------------- | ---------------------------------------------------------------------------------- | ----------------------------------------------------- |
|                      | 26:32 Radek Bonk 54:22 Lukáš Zíb 28:28 Jan Peterek |                      | 00:25 Petr Leška 24:07 Jaroslav Balaštík 48:38 Jaroslav Balaštík 49:28 Zdeněk Okál | Diváků: 4 806 Rozhodčí: Martin Fraňo, Antonín Jeřábek |

Do finále postoupil tým PSG Zlín, když zvítězil 4:2 na zápasy.

### Statistiky HC Oceláři Třinec
| Základní část | Základní část | Základní část | Základní část | Play off | Play off | Play off | Play off |
| Ročník        | Útočníci      | Obránci       | Brankáři      | Útočníci | Obránci  | Brankáři |          |
| ------------- | ------------- | ------------- | ------------- | -------- | -------- | -------- | -------- |
| 2012/2013     | Zde           | Zde           | Zde           | Zde      | Zde      | Zde      |          |

## Hráli za Třinec
- Brankáři Peter Hamerlík • Šimon Hrubec • Juraj Šimboch
- Obránci Lukáš Galvas • Josef Hrabal • Jakub Kania • Tomáš Klouček • Martin Lojek • Ctirad Ovčačík • Vladimír Roth • Lukáš Zíb
- Útočníci Martin Adamský • Radek Bonk –  • Zbyněk Hampl • Tomáš Klimenta • David Květoň • Radim Matuš • Jakub Orsava • David Ostřížek • Jan Peterek • Martin Podešva • Jiří Polanský • Daniel Rákos • Adam Rufer • Martin Růžička • Václav Varaďa • Marek Zagrapan
- Hlavní trenér Josef Turek